# 21331 Lodovicoferrari
21331 Lodovicoferrari è un asteroide della fascia principale. Scoperto nel 1997, presenta un'orbita caratterizzata da un semiasse maggiore pari a 2,5724514 UA e da un'eccentricità di 0,2238211, inclinata di 5,27706° rispetto all'eclittica.
È dedicato al matematico italiano Lodovico Ferrari.